# Olga Valerianovna Palejová
Olga Valerianovna Palejová (rusky Ольга Валериановна Палей, Olga Valerianovna Palej; 2. prosincejul. / 14. prosincegreg. 1865 Sankt Petersburg – 2. listopadu 1929 Paříž) byla druhou (morganatickou) manželkou velkoknížete Pavla Alexandroviče.

## Mládí a první svatba
Narodila se v Petrohradu, otcem byl Valerian Gavrilovič Karnovič (1833–1891), matkou jeho manželka Olga Vasiljevna Meszaros (1830–1919). 30. května 1884 se provdala za ruského generála pocházejícího z rodu baltských Němců Ericha Gerharda von Pistohlkors (1853–1935), kterému porodila čtyři děti. Nejmladší dcera Marianna (1890–1976) snad patřila do skupiny okolo knížete Jusupova při vraždě Rasputina.
V roce 1890 potkala velkoknížete Pavla Alexandroviče, se kterým si, ještě vdaná, začala milostný románek. Z jejich vztahu se narodil v roce 1897 syn Vladimir, což v důsledku přivodilo rozvod.

## Druhá svatba
Přestože Pavel Alexandrovič nedostal souhlas Mikuláše II. ke svatbě, s Olgou se 10. října 1902 v Livornu oženil; manželé poté žili mimo Rusko. Bavorský regent Luitpold udělil v 1904 roce Olze Palej, jejímu synovi Vladimirovi a čerstvě narozené dceři Irině hraběcí titul von Hohenfelsen.

## Emigrace
Poté, co bolševici zavraždili jejího syna i manžela, opustila v roce 1920 Rusko a odešla do Finska. Zemřela v pařížském exilu 2. listopadu 1929, ve věku 64 let.